# 清古尊手形
清古尊手形（せいこたけるてがた）は日本の個人が収集した手形群。
安倍昭恵、岩合光昭、岸信千世、中本忠子らの手形数十枚が収集されている。

## 概要
「清古尊手形」の名前の由来となった著作者の清古尊が2023年10月に広島県尾道市に訪れたことをきっかけに手形の収集が始まった。当日、尾道市にて位置情報ゲーム・ポケモンGOをプレイしている際、マップに「谷川俊太郎の足形」と記載されているのを発見し、試しに向かったところ、そこに谷川俊太郎をはじめとする多くの足形が展示されている「足形みち」と出会った。そこから、清古自身も足形を収集したいと考えるようになる。
その後、靴や靴下を脱がせ足形を取るのは容易ではないと方向を改め、手形の収集を開始することとなった。手形は講演会やイベント、本人の自宅などで収集している。
手形にはピースサインを出す人や、指輪を付ける人、その他手の形からその人らしさが出ると評されている。後のインタビューで清古は「中毒状態。手形を取らないと気持ち悪い」と語っている。
2024年2月12日には宮島口へ期間限定で出店されていたナガスタへ、5月27日から6月28日までは廿日市市役所大野支所にて手形の展示が行われた。同所の展覧会では、手形を取った経緯やエピソード等を手書きで添えられていた。廿日市市役所大野支所長の松尾和政が展覧会の企画をしたという。
作家、画家、写真家、起業家、競艇選手（ボートレーサー）らの手形が集まっている。

## 採集方法
手形の対象者の手を紙に置き、その輪郭をなぞり描きとる方法で採集している。手形には、日付とサインが書き込まれ、メッセージ等が添えられているものも多い。